# Élections sénatoriales de 2011 dans le Val-de-Marne
Les élections sénatoriales dans le Val-de-Marne ont lieu le dimanche 25 septembre 2011. Elles ont pour but d'élire les sénateurs représentant le département au Sénat pour un mandat de six années.

## Contexte départemental
Lors des élections sénatoriales de 2004 dans le Val-de-Marne, six sénateurs ont été élus selon un mode de scrutin proportionnel : un UDF, un du PS, deux PCF et deux UMP .
Depuis, tous les effectifs du collège électoral des grands électeurs ont été renouvelés, avec les élections législatives françaises de 2007, les élections régionales françaises de 2010, les élections cantonales de 2008 et 2011 et les élections municipales françaises de 2008.

## Sénateurs sortants
| Sénateur | Sénateur             | Parti | Fonctions lors de l'élection en 2004                          |
| -------- | -------------------- | ----- | ------------------------------------------------------------- |
|          | Odette Terrade       | PCF   | Sénatrice sortante, conseillère municipale d'Orly             |
|          | Jean-François Voguet | PCF   | Maire de Fontenay-sous-Bois                                   |
|          | Serge Lagauche       | PS    | Sénateur sortant                                              |
|          | Jean-Jacques Jégou   | MoDem | Maire du Plessis-Trévise                                      |
|          | Christian Cambon     | UMP   | Maire de Saint-Maurice                                        |
|          | Catherine Procaccia  | UMP   | Conseillère générale, première adjointe au maire de Vincennes |

## Présentation des listes et des candidats
Les nouveaux représentants sont élus pour une législature de 6 ans au suffrage universel indirect par les 1994 grands électeurs du département. Dans le Val-de-Marne, les sénateurs sont élus au scrutin proportionnel plurinominal. Leur nombre reste inchangé, 6 sénateurs sont à élire et 8 candidats doivent être présentés sur la liste pour qu'elle soit validée. Chaque liste de candidats est obligatoirement paritaire et alterne entre les hommes et les femmes. 6 listes ont été déposées dans le département. Elles sont présentées ici dans l'ordre de leur dépôt à la préfecture et comportent l'intitulé figurant aux dossiers de candidature.

### Front national
| N° | Candidats | Candidats                 | Parti | Principale fonction                              |
| -- | --------- | ------------------------- | ----- | ------------------------------------------------ |
| 01 |           | Dominique Joly            | FN    | Conseiller municipal de Villeneuve-Saint-Georges |
| 02 |           | Jeannine Viaud Le Neonard | FN    | Conseillère municipale de L'Haÿ-les-Roses        |
| 03 |           | Gérard Margalle           | FN    |                                                  |
| 04 |           | Thérèse Patry             | FN    |                                                  |
| 05 |           | Édouard Fontana           | FN    |                                                  |
| 06 |           | Michelle Guillemart       | FN    |                                                  |
| 07 |           | Jean-Paul Espinar         | FN    |                                                  |
| 08 |           | Jocelyne Lavocat          | FN    |                                                  |

### Nouveau Centre - L'Alliance républicaine, écologiste et sociale
| N° | Candidats | Candidats                | Parti | Mandats                                            |
| -- | --------- | ------------------------ | ----- | -------------------------------------------------- |
| 01 |           | Laurent Lafon            | NC    | Conseiller régional, maire de Vincennes            |
| 02 |           | Karine Renouil           | NC    | Adjointe au maire de Nogent-sur-Marne              |
| 03 |           | Jean-François Le Helloco | NC    | Adjoint au maire de Saint-Maur-des-Fossés          |
| 04 |           | Frédérique Pradier       | DVD   | Conseillère municipale de Fresnes                  |
| 05 |           | Emmanuel Marfoglia       | NC    | Conseiller municipal d'Ormesson-sur-Marne          |
| 06 |           | Monette Hochard          | NC    | Conseillère municipale de Bry-sur-Marne            |
| 07 |           | Jacques Poirson          | NC    | Conseiller municipal du Kremlin-Bicêtre            |
| 08 |           | Sylvie Bruon             | DVD   | Conseillère municipale de Villeneuve-Saint-Georges |

### Union pour un mouvement populaire
| N° | Candidats | Candidats               | Parti | Principale fonction                                                   |
| -- | --------- | ----------------------- | ----- | --------------------------------------------------------------------- |
| 01 |           | Christian Cambon        | UMP   | Sénateur sortant, maire de Saint-Maurice                              |
| 02 |           | Catherine Procaccia     | UMP   | Sénatrice sortante, conseillère générale                              |
| 03 |           | Jacques Leroy           | UMP   | Conseiller général, premier adjoint au maire de Saint-Maur-des-Fossés |
| 04 |           | Françoise Lecoufle      | UMP   | Conseillère municipale de Limeil-Brévannes                            |
| 05 |           | Jean-Claude Gendronneau | UMP   | Maire de Santeny                                                      |
| 06 |           | Françoise Sourd         | UMP   | Conseillère municipale de L'Haÿ-les-Roses                             |
| 07 |           | Bruno Castelnau         | UMP   | Conseiller municipal d'Ivry-sur-Seine                                 |
| 08 |           | Christel Royer          | UMP   | Première adjointe au maire du Perreux-sur-Marne                       |

### Europe Écologie Les Verts - Cap21
| N° | Candidats | Candidats             | Parti | Principale fonction                       |
| -- | --------- | --------------------- | ----- | ----------------------------------------- |
| 01 |           | Marie-Isabelle Heck   | EELV  | Conseillère municipale du Kremlin-Bicêtre |
| 02 |           | Pierre Roussoulière   | Cap21 |                                           |
| 03 |           | Christine Poletto     | EELV  |                                           |
| 04 |           | Claude Quenault       | EELV  |                                           |
| 05 |           | Laetitia Lecolle      | EELV  |                                           |
| 06 |           | Pierre-Michel Forget  | EELV  |                                           |
| 07 |           | Claudette Fyot        | EELV  |                                           |
| 08 |           | Jean-Gabriel Nordmann | EELV  |                                           |

### Alliance centriste - MoDem
| N° | Candidats | Candidats                          | Parti | Principale fonction                        |
| -- | --------- | ---------------------------------- | ----- | ------------------------------------------ |
| 01 |           | Jean-Jacques Jégou                 | MoDem | Sénateur sortant, maire du Plessis-Trévise |
| 02 |           | Cécile Deniard                     | MoDem | Conseillère municipale de Villejuif        |
| 03 |           | Arezki Oudjebour                   | MoDem | Conseiller municipal de Joinville-le-Pont  |
| 04 |           | Annie-France Vidon                 | MoDem | Adjointe au maire de Villecresnes          |
| 05 |           | François de Landes de Saint-Palais | MoDem | Conseiller municipal de Vincennes          |
| 06 |           | Élisa Mormin                       | MoDem | Conseillère municipale d'Orly              |
| 07 |           | Stéphane Traineau                  | MoDem |                                            |
| 08 |           | Sarah Ganne-Levy                   | MoDem | Conseillère municipale d'Arcueil           |

### Parti socialiste - Parti communiste - EELV
| N° | Candidats | Candidats         | Parti | Principale fonction                                |
| -- | --------- | ----------------- | ----- | -------------------------------------------------- |
| 01 |           | Luc Carvounas     | PS    | Conseiller général, adjoint au maire d'Alfortville |
| 02 |           | Laurence Cohen    | PCF   | Conseillère régionale                              |
| 03 |           | Christian Favier  | PCF   | Président du conseil général                       |
| 04 |           | Esther Benbassa   | EELV  |                                                    |
| 05 |           | Laurent Dutheil   | PS    | Adjoint au maire de Villeneuve-Saint-Georges       |
| 06 |           | Monique Tirode    | PRG   | Adjoint au maire de Villeneuve-Saint-Georges       |
| 07 |           | Jean-Marc Nicolle | MRC   | Premier adjoint au maire du Kremlin-Bicêtre        |
| 08 |           | Christine Janodet | CAP   | Conseillère générale, maire d'Orly                 |

## Résultats
| Tête de liste  | Tête de liste       | Liste                   | Voix  | %      | Élus |
| -------------- | ------------------- | ----------------------- | ----- | ------ | ---- |
|                | Luc Carvounas       | PS-PCF-EELV-PRG-MRC-CAP | 1 013 | 52,03  | 4    |
|                | Christian Cambon    | UMP                     | 518   | 26,61  | 2    |
|                | Laurent Lafon       | NC                      | 211   | 10,84  |      |
|                | Jean-Jacques Jégou  | MoDem                   | 168   | 8,63   |      |
|                | Marie-Isabelle Heck | EELV-Cap21              | 19    | 0,98   |      |
|                | Dominique Joly      | FN                      | 18    | 0,92   |      |
|                |                     |                         |       |        |      |
| Inscrits       | Inscrits            | Inscrits                | 1 994 | 100,00 |      |
| Abstentions    | Abstentions         | Abstentions             | 12    | 0,60   |      |
| Votants        | Votants             | Votants                 | 1 980 | 99,40  |      |
| Blancs et nuls | Blancs et nuls      | Blancs et nuls          | 33    | 1,66   |      |
| Exprimés       | Exprimés            | Exprimés                | 1 947 | 97,74  |      |

### Sénateurs élus
| Sénateur | Sénateur            | Parti |
| -------- | ------------------- | ----- |
|          | Laurence Cohen      | PCF   |
|          | Christian Favier    | PCF   |
|          | Esther Benbassa     | EELV  |
|          | Luc Carvounas       | PS    |
|          | Christian Cambon    | UMP   |
|          | Catherine Procaccia | UMP   |